# Staddiscombe
Staddiscombe – osada w Anglii, w Devon, w dystrykcie (unitary authority) Plymouth. Staddiscombe jest wspomniana w Domesday Book (1086) jako Stotescome/Stotescoma.